# Houlbec-Cocherel
Houlbec-Cocherel es una localidad y comuna francesa situada en la región de Alta Normandía, departamento de Eure, en el distrito de Évreux y cantón de Vernon-Sud.

## Geografía
Se encuentra en el este del departamento, a 10 km al oeste de Vernon. Houlbec comprende dos núcleos: el Haut-Houlbec, en la meseta de Madrie, y el  Bas-Houlbec, en un pequeño valle por donde desagua un riachuelo alimentado por las fuentes cercanas . Hacia el  noroeste, las laderas del Bas-Houlbec están cubiertas por el bosque de Houlbec . Cocherel está a orillas del Eure. Rouvray, que se encuentra entre ambos, forma una comuna independiente.
Aunque la autopista A13 pasa por la comuna, ésta no tiene acceso directo. Sus vías de comunicación son carreteras departamentales (D57, D65). No dispone de ferrocarril: la parte aún existente de la vía férrea del valle del Eure es actualmente un ferrocarril turístico.

## Historia

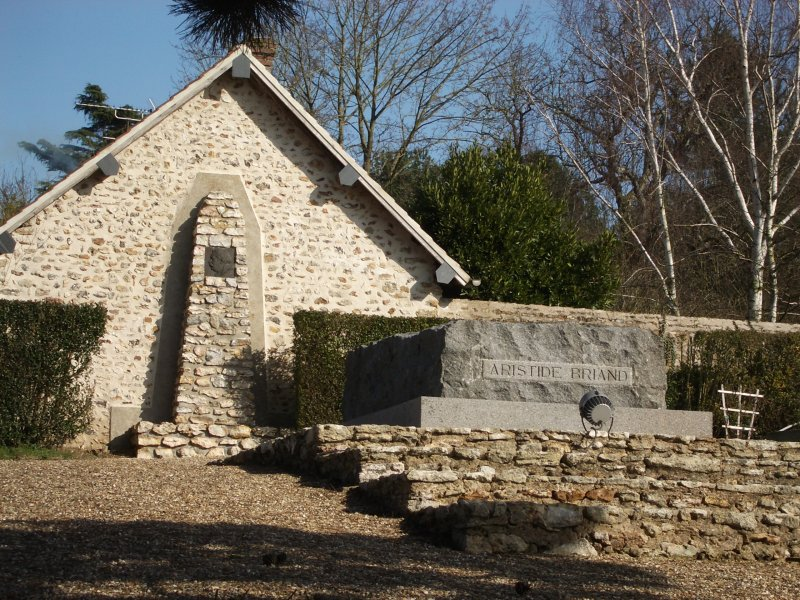
Tumba de Aristide Briand.

En 1364 las tropas de Du Guesclin derrotaron a las de los reyes de Navarra e Inglaterra.
Aristide Briand adquirió en 1908 una casa (la Maison Normande) en la aldea de Cocherel. Tras la Primera Guerra Mundial compró otras propiedades en la localidad, hasta reunir 700 hectáreas de tierras y bosque. Fue enterrado en su cementerio en 1932.
El puente de Cocherel, construido en 1846, fue destruido por los bombardeos de junio de 1940 y posteriormente reconstruido en su forma original .

## Demografía
| 460 | 475 | 492 | 531 | 508 | 511 | 507 | 478 | 471 | 457 | 472 | 437 | 483 | 506 | 464 | 491 | 492 | 455 | 460 | 432 | 384 | 383 | 385 | 325 | 331 | 379 | 341 | 407 | 460 | 859 | 1127 | 1188 | 1343 |
| Para los censos de 1962 a 1999 la población legal corresponde a la población sin duplicidades (Fuente: INSEE [Consultar]) |     |     |     |     |     |     |     |     |     |     |     |     |     |     |     |     |     |     |     |     |     |     |     |     |     |     |     |     |     |      |      |      |

Gráfico de evolución de la población de 1793 a 2006

## Administración

### Alcaldes
- Desde marzo de 2008: Didier Herbeaux
- Desde marzo de 2001 a marzo de 2008: Jacques Destiné

### Entidades intercomunales
Houlbec-Cocherel está integrada en la Communauté d'agglomération des Portes de l'Eure. Además forma parte de diversos sindicatos intercomunales para la prestación de diversos servicios públicos:
- Syndicat de voirie des cantons de Vernon .
- Syndicat intercommunal de gestion et de construction des équipements sportifs de Vernon .
- Syndicat intercommunal de gestion et maintenance des équipements sportifs de SAINT MARCEL .
- Syndicat de l'électricité et du gaz de l'Eure (SIEGE) .
- Syndicat de la Vallée d'Eure (2me section) .

### Riesgos
La prefectura del departamento de Eure incluye la comuna en la previsión de riesgos mayores  por:
- Riesgo de inundación.
- Riesgos derivados del transporte de mercancías peligrosas.
- Riesgos derivados de actividades industriales.
- Riesgos por sequía.